# Waci
El gbe, waci (o ouatxi,o watxi, etc.) és una llengua gbe occidental que parlen els watxis que viuen al sud-est de Togo,a la regió Marítima i del sud-oest de Benín, al departament de Benín. El seu codi ISO 639-3 és wci i el seu codi al glottolog és waci1239.

## Població i geografia

### Waci Gbe a Togo
A Togo el 1991 hi havia 366.000 parlants de gbe, waci. Segons el joshuaproject n'hi ha 740.000.
Aquests tenen el territori a la meitat occidental de la regió Marítima, a les prefectures de Yoto, Vo, Baix Mono i dels Llacs. La majoria viuen a les ciutats de Vogan, Tabligbo i Attitogon. Al sud són fronterers amb els parlants de la llengua gen i de la llengua gbe, xwla occidental. A l'oest, a banda de limitar amb l'estat de Benín, són veïns del territori aja, amb els quals limiten també pel nord. A l'est i al nord-oest limiten amb els parlants de llengües gurs, el lama i el kabiyè, a banda dels que parlen la també llengua gbe, ewe.

### Waci Gbe a Benín
A Benín, segons l'ethnologue hi ha 110.000 parlants de gbe, waci. Segons el joshuaproject n'hi ha 62.000.
A Benín, els watxis viuen principalment al municipi de Comè, a més dels municipis d'Athiémé i de Grand-Popo, al departament de Mono A Benín hi ha dos territoris watxis: el primer, molt petit, és situat a l'extrem més occidental del departament de Mono, al municipi d'Athiémé; aquest fa frontera amb Togo, a l'oest i al sud i amb els territori de la llengua gbe, kotafon, al nord i a l'est; el segon és més extens i està situat al sud-oest del llac Ahémé. Aquest territori és fronterer amb Togo a l'oest; amb el territori dels parlants de gbe, kotafon i de gbe, xwla occidental al sud; amb els territori dels parlants de gbe, xwela, a l'est; amb el territori dels que parlen la llengua gbe, saxwe, al nord-est i amb els parlants d'aja al nord.

## Família lingüística
El gbe, waci és una llengua kwa, família lingüística que forma part de les llengües Benué-Congo. Concretament, segons l'ethnologue, forma part del grup lingüístic de les llengües gbes. Segons l'ethnologue, hi ha 21 llengües gbe: l'Aguna, l'ewe, el gbe, ci, el gbe, xwla oriental, el gbe, gbesi, el gbe, kotafon, el gbe, saxwe, el gbe, waci, el gbe, xwela occidental, el gbe, xwela, el kpessi, sis llengües aja (aja, gbe, ayizo, gbe, defi, gbe, tofin, gbe, weme i gun), dues llengües fons (fon i gbe, maxi) i la llengua gen, considerada l'única llengua mina. Segons el glottolog, és una de les llengües gbes occidentals com el adangbe, l'aguna, el gen, el kpessi i el ewe.

## Sociolingüística, estatus i ús de la llengua
El gbe, waci és una llengua vigorosa (EGIDS 6a): Tot i que no està estandarditzada, la parlen les persones de totes les generacions en la comunicació social i és sostenible. El gbe, waci s'escriu en alfabet llatí però menys de l'1% dels que la tenen com a llengua materna estan alfabetitzats en aquesta llengua. Els watxis també parlen l'ewe i el francès.

## Alfabet
En l'Alphabet des langes nationales du Bénin s'afirma que el gbe, waci utilitza el mateix alfabet que la llengua gen:
| majúscules | A | B | C | D | Ɖ | E | Ɛ | F | Ƒ | G | GB | Ɣ | H | X | I | J | K | KP | L | M | N | NY | Ŋ | Ɔ | P | S | T | U | Ʋ | V | W | Y | Z |
| minúscules | a | b | c | d | ɖ | e | ɛ | f | ƒ | g | gb | ɣ | h | x | i | j | k | kp | l | m | n | ny | ŋ | ɔ | p | s | t | u | ʋ | v | w | y | z |

Amb la n després d'una vocal s'indica la nasalització de la vocal.